# Xã Holland, Quận Saline, Arkansas
Xã Holland (tiếng Anh: Holland Township) là một xã thuộc quận Saline, tiểu bang Arkansas, Hoa Kỳ. Năm 2010, dân số của xã này là 639 người.